# Bell Textron
Bell Textron Inc. es una fábrica estadounidense de helicópteros, cuya sede está en Fort Worth, Texas. La división de Textron, denominada Bell, fabrica helicópteros militares en los Estados Unidos.
En 2024 y 2025, Bell Textron ha continuado su expansión tanto en el sector comercial como en el militar. En julio de 2024, la empresa celebró la entrega de su helicóptero Bell 429 número 500, que fue adquirido por el grupo Mendes en Brasil, consolidando su crecimiento en América Latina. Asimismo, en marzo de 2024, firmó un contrato con la compañía energética Equinor para suministrar 10 helicópteros Bell 525 Relentless para operaciones offshore en el Mar del Norte, con entregas previstas para 2026.

## Productos

### Helicópteros comerciales
- Bell 47
- Bell 204 - Versión civil del UH-1
- Bell 205 - Versión civil del UH-1D
- Bell 206 -
- Bell 206L - Actualmente en producción
- Bell 210 - Repotenciación del Bell 205
- Bell 212 - Versión civil el UH-1N
- Bell 214
- Bell 214ST
- Bell 222
- Bell 230
- Bell 407 - Actualmente en producción
- Bell 412 - Actualmente en producción
- Bell 417 - Modelo cancelado en 2007
- Bell 427
- Bell 429 - Actualmente en producción
- Bell 430
- Bell 505 - Anunciado en 2014
- Bell 525 Relentless - En desarrollo

### Helicópteros militares
- H-13 Sioux
- Bell UH-1 Iroquois (o Huey)
- Bell UH-1N Iroquois
- Bell 533 - Variante experiemntal del Huey con turbojets auxiliares.
- Bell AH-1 Cobra (o HueyCobra)
- AH-1 SeaCobra/SuperCobra
- YAH-63/Model 409 - Competidor del YAH-64 basado en el Cobra
- Bell OH-58 Kiowa
- Bell UH-1Y Venom
- Bell AH-1Z Viper (o SuperCobra)
- Bell ARH-70